# Список умерших в 817 году

## Январь
- 24 января — Стефан IV (V), Папа Римский (816—817).

## Дата смерти неизвестна или требует уточнения
- Абдаллах I ибн Ибрахим, эмир Аглабидов (812—817).
- Адемар, франкский граф Нарбона (810/811—817).
- Гримоальд IV, лангобардский князь Беневенто (806—817).